# Warburg
Warburg (Nederduits: Warb(e)rich) is een stad en gemeente in de Duitse deelstaat Noordrijn-Westfalen, gelegen in de Kreis Höxter. De gemeente telt 22.928 inwoners (31 december 2020) op een oppervlakte van 168,71 km². Naburige steden zijn onder andere Bad Driburg, Beverungen en Borgentreich. Warburg werd rond 1010 voor het eerst vermeld. In de middeleeuwen maakte de stad deel uit van de Westfaalse Hanze en de stad draagt dan ook sinds 2012 de officiële naamtoevoeging Hanzestad. Het stadsbeeld wordt door de vele historische bouwwerken (waaronder verschillende vakwerkhuizen) en zijn ligging op een bergheuvel bepaald. Omdat de stadsmuren en -torens nog grotendeels intact zijn, wordt Warburg wel het Rothenburg van Westfalen genoemd.

## Geografie

### Ligging
Warburg ligt in het zuiden van de Kreis Höxter en het zuidoosten van de regio Ostwestfalen-Lippe (Noordrijn-Westfalen). Het stadsgebied grenst ook aan Hessen. Op topografisch vlak grenst Warburg aan de uitlopers van het Sauerland in het zuidwesten en die van het Eggegebergte in het noordwesten. Warburg ligt op de Warburger Börde, een zeer vruchtbare streek met veel lössafzettingen en weinig bomen, waar dan ook al sinds enkele duizenden landbouw wordt bedreven. De dichtstbijzijnde grote steden zijn Paderborn, Kassel en Göttingen.
De twee belangrijkste rivieren zijn de Diemel, die van het westen naar het oosten door de stad stroomt, en de Twiste, die ten zuiden van de stad in de Diemel uitmondt. Andere zijrivieren van de Diemel zijn de Eggel en de Calenberger Bach. Op enkele plaatsen bevinden zich waterkrachtinstallaties. De Diemel zorgt ook voor de tweedeling tussen de oude en de nieuwe stad: de oude stad uit de twaalfde eeuw bevindt zich in het rivierdal zelf, de nieuwe stad uit de dertiende eeuw ligt een stuk hoger.
Een van de markantste heuvels in het stadgebied is de Desenberg, een heuvel van 343 meter hoog met de ruïnes van de  burcht Desenberg. De heuvel is van vulkanische oorsprong, aangezien er 19 miljoen jaar geleden vulkanische activiteit in het gebied heerste. Toch is de Desenberg niet de hoogste heuvel in de streek; dat is de 423 meter Humbertsberg. Het laagste punt bevindt zich in het Diemeldal met 148 meter.

### Flora en fauna
Warburg is een van de regenarmste streken van Westfalen en mede dankzij verschillende halfdroge kalkbodems groeien er in de streek verschillende zeldzame planten. De bodem leent zich daarnaast uitstekend als habitat voor verschillende vlinders en een zeer zeldzame soort van bloeddrupjes. Verschillende gebieden zijn daarom tot natuurgebied uitgeroepen.

### Deelgemeenten

Kaart

Warburg is onderverdeeld in 7 Bezirke (Bonenburg, Daseburg, Germete, Ossendorf, Rimbeck, Scherfede, Warburg-Stad) en 9 Ortschaften (Calenberg, Dalheim, Dössel, Hardehausen, Herlinghausen, Hohenwepel, Menne, Nörde, Welda, Wormeln).

### Klimaat
Warburg ligt op de overgangszone tussen het zeeklimaat en het landklimaat, waarbij het zeeklimaat overheersend is. Door het jaar heen zijn de temperaturen en neerslaghoeveelheden relatief gelijk. De zomers zijn koel en de winters relatief warm in vergelijking met een echt landklimaat.

## Geschiedenis

### Etymologie
De naam Warburg is een samenstelling van Ward (afgeleid van het Oudhoogduitse Warta, wat plaats waar gespit wordt betekent) en berg. De oude stad van Warburg ligt namelijk op een uitstekende rots (230 meter) die vroeger als een uitkijkpost diende, omdat deze een natuurlijke verdediging en overzicht over het landschap biedt. Warburg werd in het verleden ook Wartberg en Wardburg genoemd. De naam van de stad in het Nederduits luidt Waberich.

### Prehistorie tot de Romeinse tijd
In het gebied rond Warburg zijn er al verschillende archeologische vondsten uit de prehistorie gedaan. Zo kwamen er al een dolk uit het late neolithicum en aardewerk uit ruwweg dezelfde periode naar boven. Daarnaast wijzen de galerijgraven van Warburg-Rimbeck erop dat er in de regio in het vierde millennium voor Christus een megalietencultuur was. In de buurt van Lütkefels zijn er daarnaast resten van dolmen gevonden die tegenwoordig in het Westfälisches Museum für Archeologie te bezichtigen zijn.
In de buurt van Daseburg vonden archeologen resten van een nederzetting met enkele smederijen die uit de Romeinse Keizertijd stammen. Ook zijn er resten van een Germaanse nederzetting in de buurt van de Desenberg. Naast woningsresten waren er ook resten van bronssmeltoven en laagoven voor ijzererts. Opgegraven munten wijzen op een handelsroute die tussen de 2de en 4de eeuw langs het huidige Warburg liep.

### Middeleeuwen
In de achtste eeuw werden de funderingen van de huidige stad gelegd. Karel de Grote onderwierp in 772 de Saksische Hessengouw ten noorden en zuiden van de Diemel en met die verovering kwam het christendom in de regio. Ook verdeelde Karel de regio in graafschappen. De graaf van het Warburgse had zijn zetel op de Wartberg, de huidige Burgberg, die zijn naam aan de stad gaf. In Warburg bevond zich een gouwgerecht en in het dorpje Wormeln een veemgerecht. Ook is er op de grens tussen Warburg en het dorp Calenberg een mottekasteel, de Holsterburg, uit de periode van de Hohenstaufen gevonden.
Warburg werd voor de eerste keer in een oorkonde uit het jaar 1010 vermeld. In de levensbeschrijving van bisschop Meinwerk van Paderborn wordt gewag gemaakt van een zekere graaf Dodiko die rond de eerste millenniumwisseling vanaf de Wartberch over grote delen van de Hessengouw, Ittergouw en Nethegouw heerste. Volgens de levenbeschrijving was Dodiko's burcht indrukwekkend: de burcht zou voor die tijd zeer groot zijn en over goede verdedigingswerken beschikken. Drie grote hoeves zorgden voor het levensonderhoud van de kasteelbewoners en vormden de basis voor de verdere uitbreiding van de stad.
In 1364 werd Warburg lid van de Hanze.

## Afbeeldingen

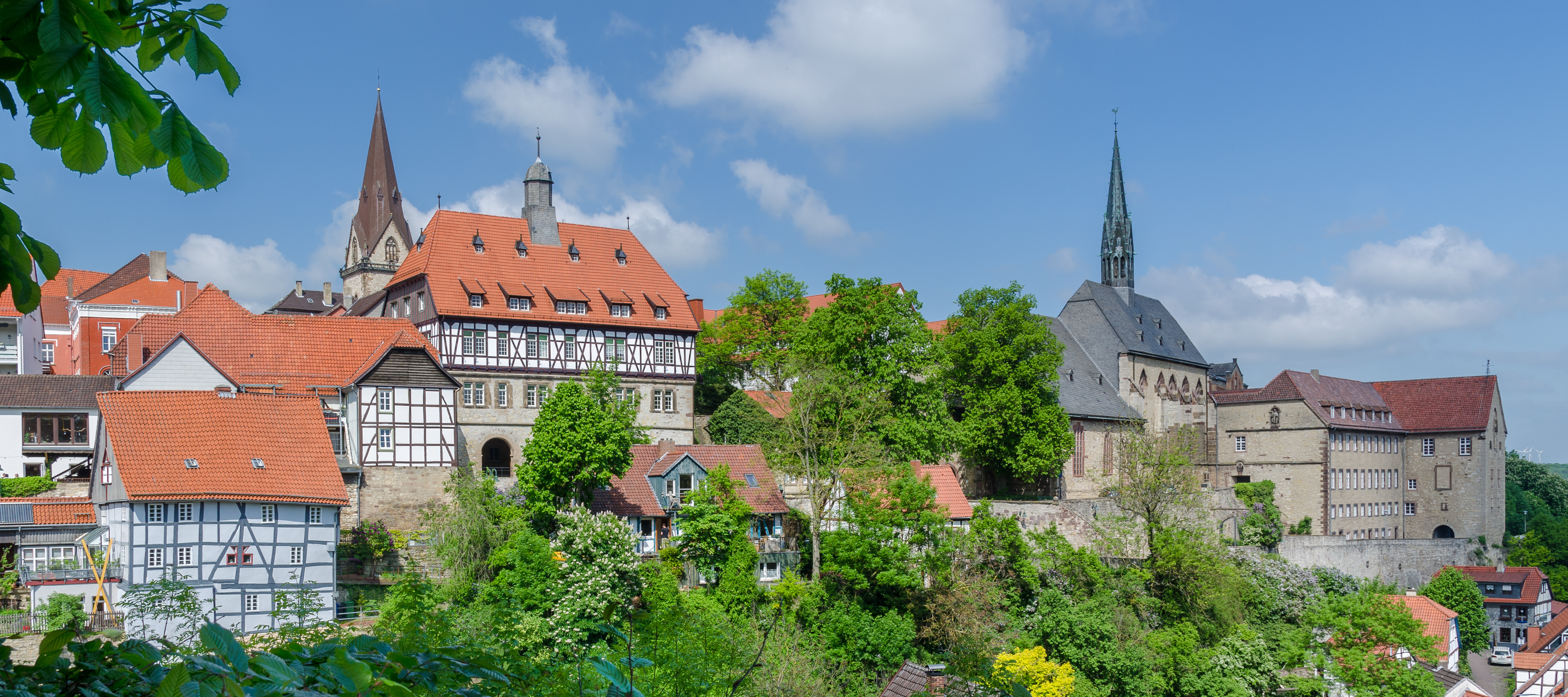
Panorama van de oude stad
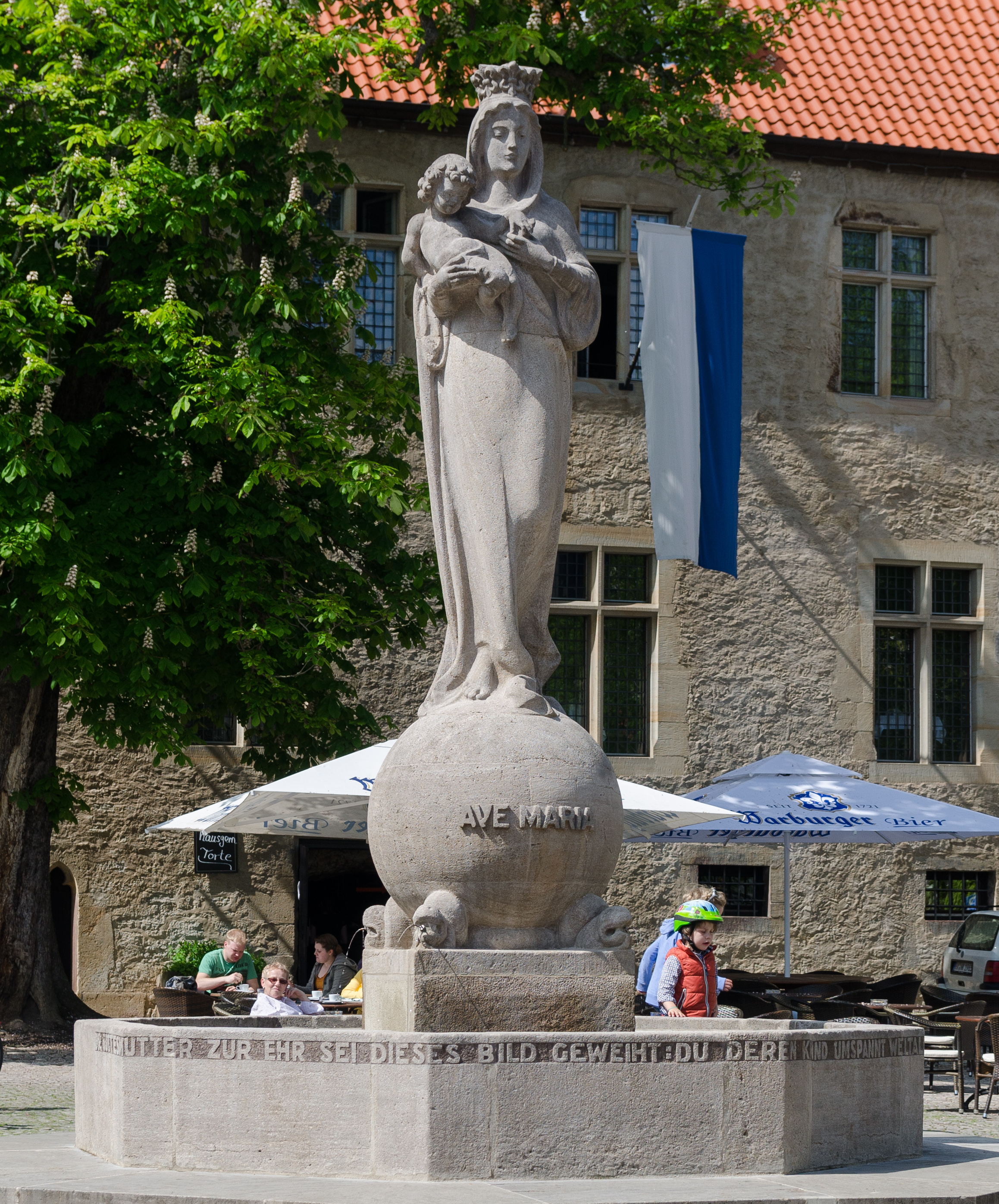
Marienbrunnen, Marktplatz
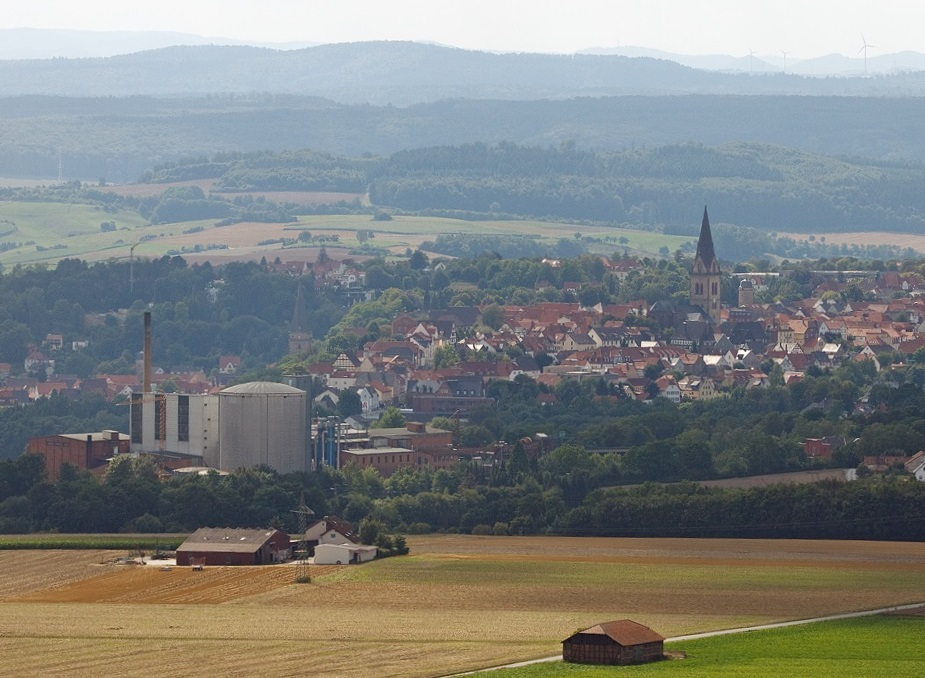
Gezicht op Warburg
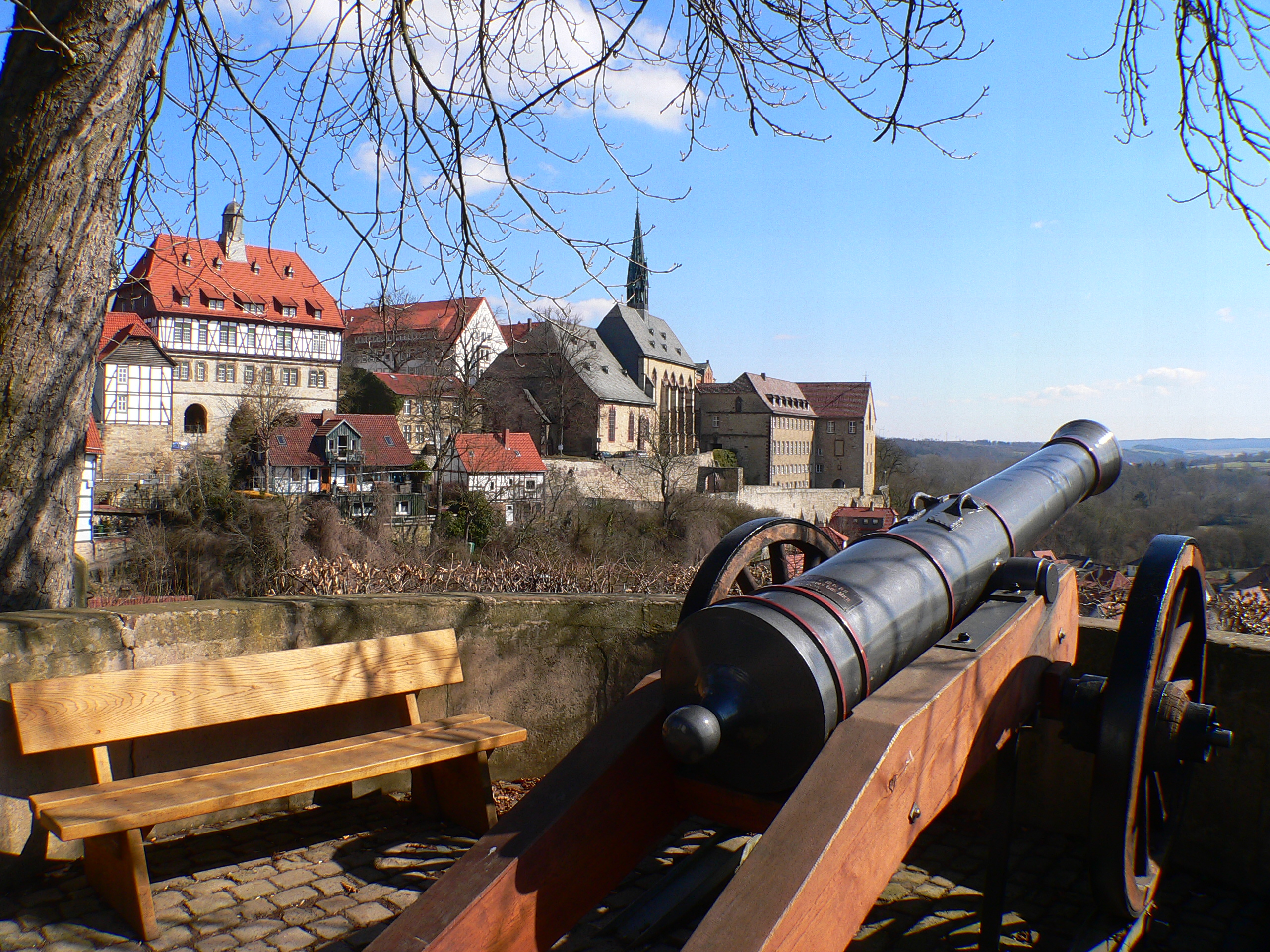
Fügeler-Kanone (1525) en Gymnasium Marianum (rechts)
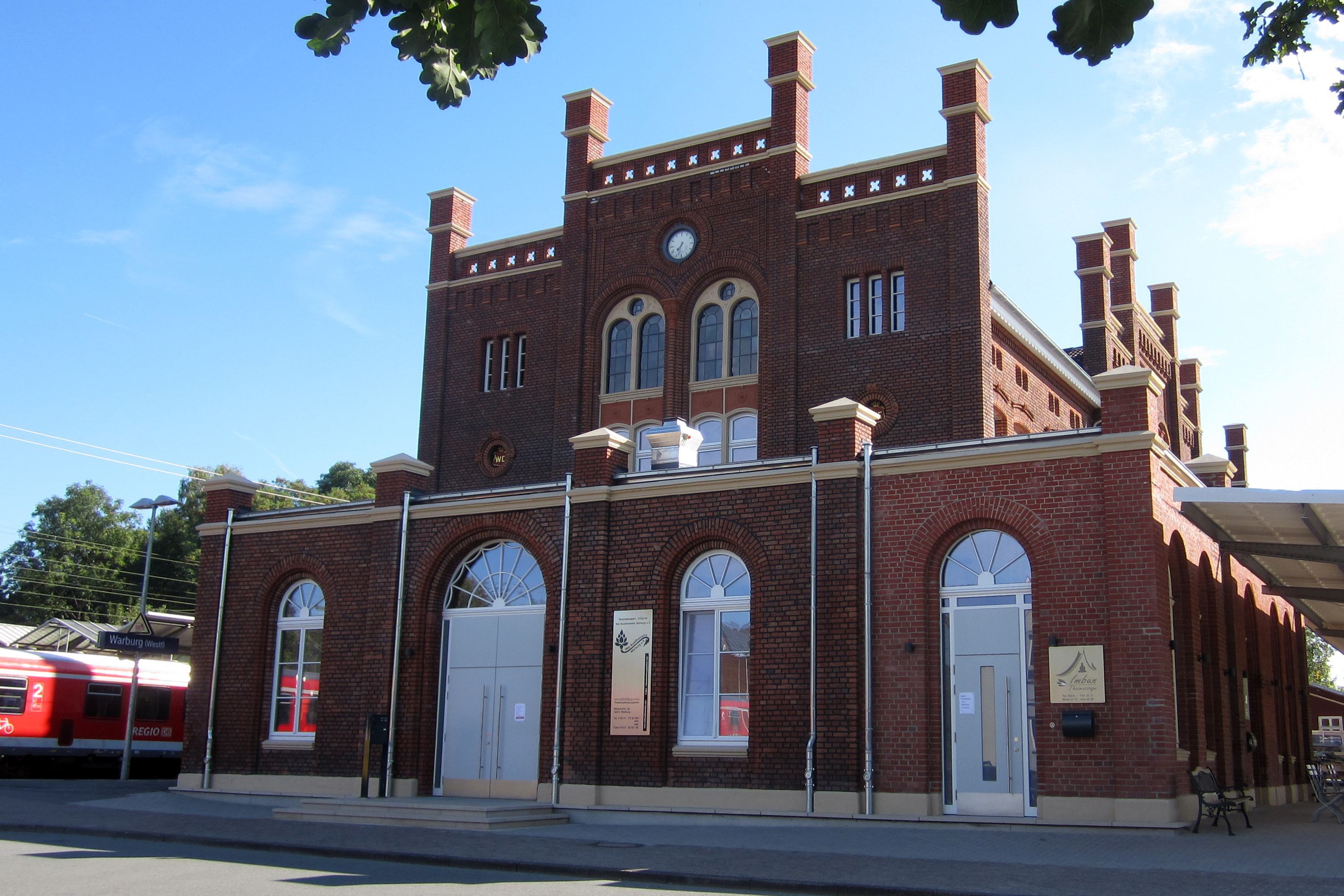
Station
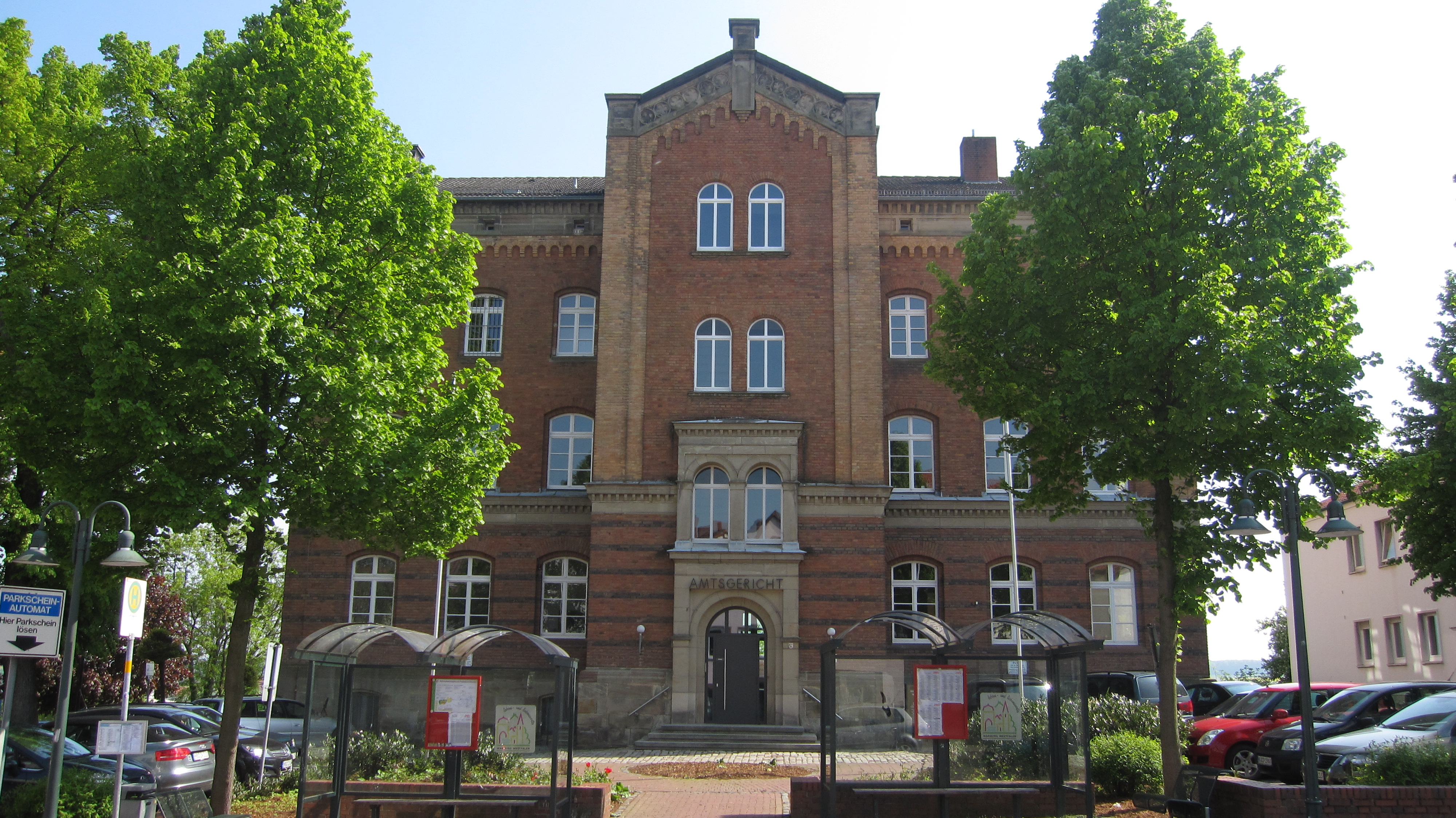
Gerechtsgebouw
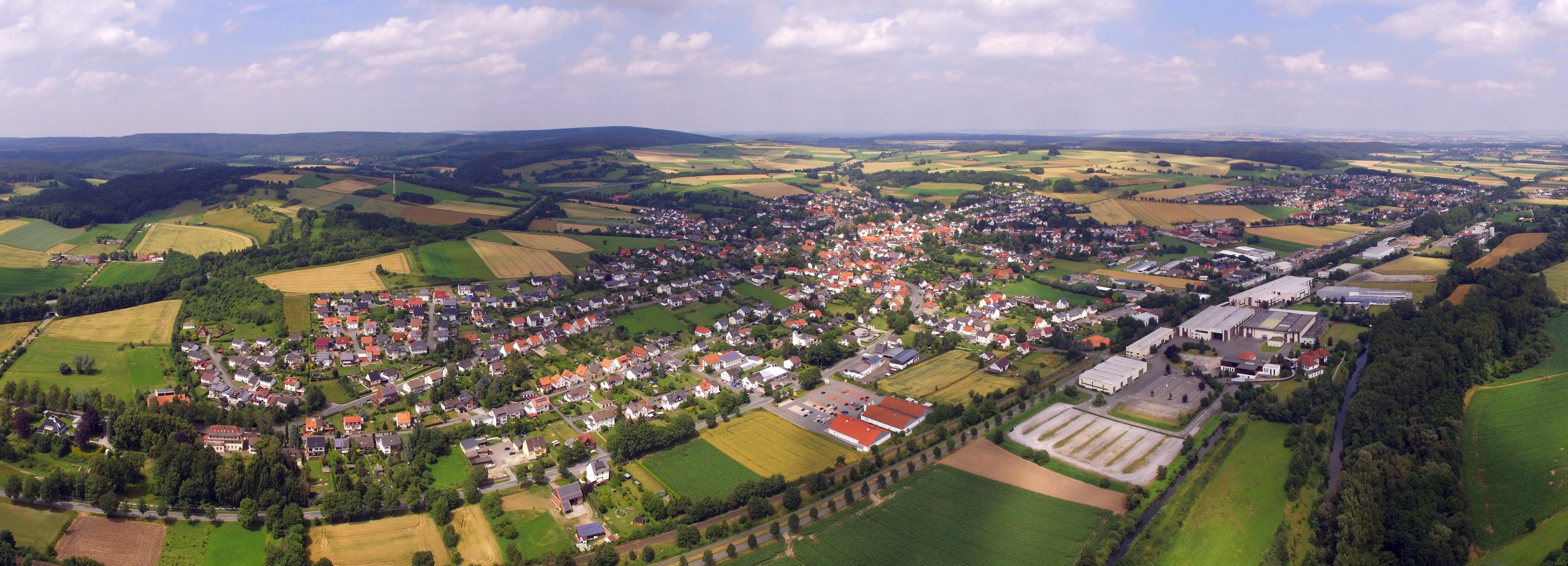
Gezicht op Scherfede